# 华特迪士尼世界海豚酒店
华特迪士尼世界海豚酒店（Walt Disney World Dolphin），是佛罗里达州湾湖的一座度假村。海豚酒店属于华特迪士尼度假区，其位于新纪元乐园和好莱坞梦工厂之间，对面是其姊妹酒店迪士尼天鹅酒店，两者均由万豪国际集团经营。迪士尼公司对该酒店没有经营权，度假区另有少数几家酒店也是相同情况。该度假村在1990年6月4日开业，拥有增加度假区会议空间的作用。
天鹅酒店和海豚酒店均由迈克尔·格雷夫斯设计，两家酒店通过一条穿过泻湖的走道连接。这两家酒店由迪斯尼、Tishman公司、大都会人寿和喜达屋（2019年并入万豪）合资开发。
天鹅和海豚酒店的客户可享用度假区的特别礼遇，如提早入场。
海豚酒店与天鹅酒店有相似的设计风格，但外观各异。海豚酒店由一座78米高的三角形塔楼将12层高的矩形建筑物一分为二所构成，靠近天鹅酒店的一侧有四座9层高的翼楼。主体建筑两边的屋顶上各有一座17米高的海豚雕像。酒店的彩色主立面上饰有绿松石色的香蕉叶图案，与天鹅酒店的波浪图案遥相呼应。
酒店顶上的海豚雕像并非大众所熟知动物海豚，而是航海家所用的海豚标志，这是旧大陆航海图上的常用符号。海豚雕像设计时参考了罗马的特里同喷泉。

## 酒店历史

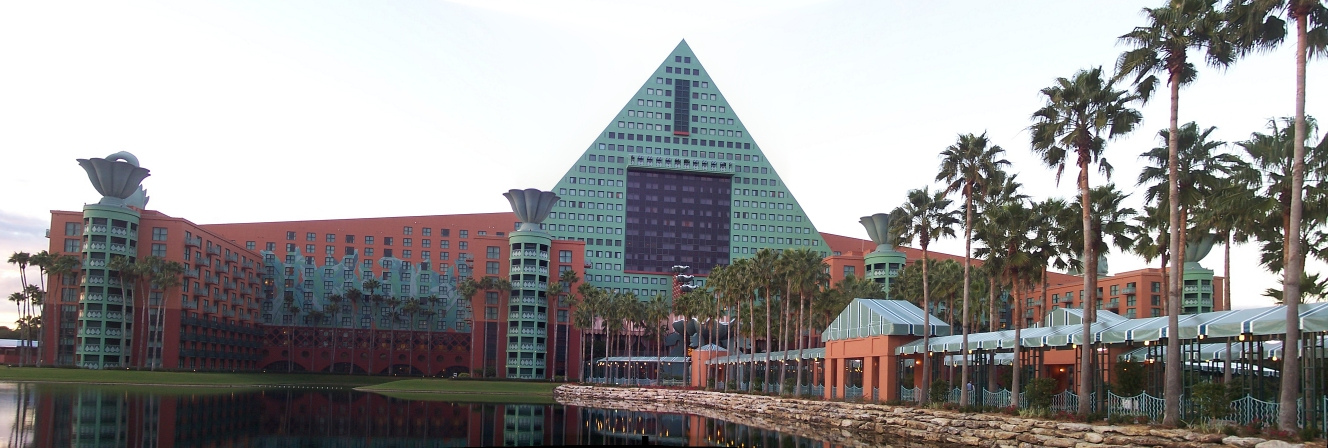
海豚酒店全景

20世纪80年代初，迪士尼面临资金短缺。公司领导层决定，在建造新度假村时将与房地产开发商及酒店运营商合作，由他们承担酒店的建造成本及经营风险。1985年迪斯尼公司与开发商Tishman签署首份合同，Tishman曾是新纪元乐园的承包商。协议指出，Tishman将在迪士尼度假区的外围区域靠近迪士尼之泉的地方建造一家喜来登酒店和皇冠假日酒店。迪斯尼同意在酒店专营期内不能在度假区建造新酒店，用以维护Tishman的利益。
到了20世纪80年代中期，迪士尼的财务状况开始好转。迪士尼首席执行官迈克尔·艾斯纳对迪斯尼度假区的生意被奥兰多有能力举办大型会议的酒店抢走十分懊恼。Tishman公司担心迪士尼将在专营期内和其他开发商签订协议，用以建设一家专为举办大型会议的酒店，因此在1986年将迪士尼公司起诉，要求赔偿13亿美元，并要求取消建造喜来登和假日酒店。官司持续了2年最终在1988年达成和解，迪士尼将与Tishman、喜达屋、Aoki公司、大都会人寿合资建造两家带会议设施的大型酒店。
在新达成的协议中，迪士尼无需支付赔偿金，也获得更多对酒店该如何设计的发言权和收益分成。Tishman则获得一份99年的租约，而且酒店位置也变得更好，步行即可到达新纪元乐园和当时尚未建设完成好莱坞梦工厂，也拥有一条渡轮水道。该项目耗资3.75亿美元，将建设拥有1,514间客房的海豚酒店及756间客房的天鹅酒店，以及19000平方米的会议空间。
迪士尼和Tishman聘请迈克尔·格雷夫斯设计新酒店。艾斯纳曾邀请格雷夫斯设计过度假区的其他建筑，并且希望他这次继续设计富有特色的建筑。海豚酒店面积比天鹅酒店大，而且在建成时是佛罗里达州最大的酒店，超过了拥有1,500间客房的奥兰多世界中心万豪酒店。海豚酒店以喜达屋旗下的喜来登品牌经营，而且晚于天鹅酒店开业。
2008年，海豚酒店通过了佛罗里达州环境保护署的绿色酒店认证，被评为One Palm。该自愿计划旨在鼓励企业节能环保。

## 餐饮服务

### 高级餐厅
- Todd English's BlueZoo – 海鲜餐厅
- Shula's Steak House – 牛排和海鲜餐厅
- Rosa Mexicano – 墨西哥菜餐厅

### 休闲饮食
- Cabana Bar and Beach Club – 位于泳池边
- The Fountain – 食品和冰淇淋店

### 速食
- Fuel – 零食和小吃
- Picabu – 自助餐厅

### 休息室
- Shula's Lounge
- Todd English's Bluezoo Lounge
- Phins
- Rosa Mexicano Lounge

## 度假区的特别礼遇
天鹅酒店和海豚酒店的客人可免费乘坐交通工具前往迪斯尼度假区内的所有主题公园和景点（包括乘船前往新纪元乐园和好莱坞梦工厂）。酒店提供长期进入度假区的通行证，以及度假区商店至酒店的免费快递服务。每座酒店的大堂都设有迪士尼游客服务台。酒店客户还可以获得额外的”魔幻时光“，并可在抵达度假村的前60天预约餐饮服务。入住天鹅和海豚度假村的客人可免费停车，并在门票售罄的情况下优先进入迪士尼主题公园。